# Лаваль, Шарль
Шарль Лава́ль (фр. Charles Laval, 17 марта 1862 года, Париж — 27 апреля 1894 года, там же) — французский живописец, связанный с движением синтетизма (постимпрессионизм) и «школой Понт-Авена».

## Биография
Шарль Лаваль родился в Париже, мать — полька, отец — француз, по профессии архитектор. Ученик Леона Бонна и Фернана Кормона, Лаваль посылал свой буколический пейзаж «Сельский двор в Барбизоне» (Cour de ferme à Barbizon) на салон 1880 года. Участвовал в салоне 1883 года. Среди его товарищей по художественной студии были Тулуз-Лотрек, Эмиль Бернар и Луи Анкетен.

### Встреча с Гогеном
Поль Гоген и Лаваль встретились в пансионе мадам Глоанек в Понт-Авене в 1886 году и стали друзьями.
В поисках экзотики, которая могла бы им дать ключ к «иному» искусству, Гоген и Лаваль в 1887 году отправились в Панаму. Чтобы подзаработать, Лаваль написал несколько академических портретов, используя свой опыт, полученный в ателье Леона Бонна (все утеряны). Серия неудач вынудили Лаваля и Гогена покинуть материк и уехать на Мартинику.

## Синтетизм
Перенесший дизентерию и страдающий приступами безумия, вплоть до попытки самоубийства, Лаваль вернулся с Антильских островов в 1888 году, через несколько месяцев после своего знаменитого спутника. Он привёз картины и акварели, очаровавшие Гогена. Между тем, Гоген сошёлся с юным Эмилем Бернаром. Вместе три художника начали формировать новый синтаксис художественной пластики. Исполненный в то время «Бретонский пейзаж» (Paysage breton) показывает явную тенденцию к абстракции, к широким разводам радужных цветов.
В Понт-Авене Лаваль, страдавший от туберкулёза, рисовал очень мало. С целью обмена, Винсент ван Гог заказал ему автопортрет.
В 1889 году Лаваль с десятью своими работами принимает участие в выставке «импрессионистов и синтетистов» в кафе Вольпини по случаю Всемирной выставки. Он выставляет свои работы рядом с Полем Гогеном, Эмилем Бернаром, Луи Анкетеном, Жорж-Даниэлем де Монфрейдом.
Благосклонных отзывов на свои работы Лаваль не получил. Критики единодушно отмечали, что живописная манера художника не отличалась оригинальностью: Лаваль во всём подражал своему кумиру Гогену. Полотна Лаваля до такой степени походили на работы Гогена, написанные в Понт-Авене, и привезённые с Мартиники, что последний, согласно воспоминаниям Бернара, даже просил художника не слишком подражать ему.
Позднее это сходство манер письма позволило мошенникам, промышлявшим подделками на арт-рынке, подделывая подпись Гогена на работах Лаваля выдавать их за неизвестные полотна более именитого художника.
Лаваль был соперником Гогена и в сердечных чувствах к сестре Эмиля Бернара Мадлен, с которой в конце концов обручился. Это стало причиной разлада в отношениях друзей, наступившего в 1889 году.

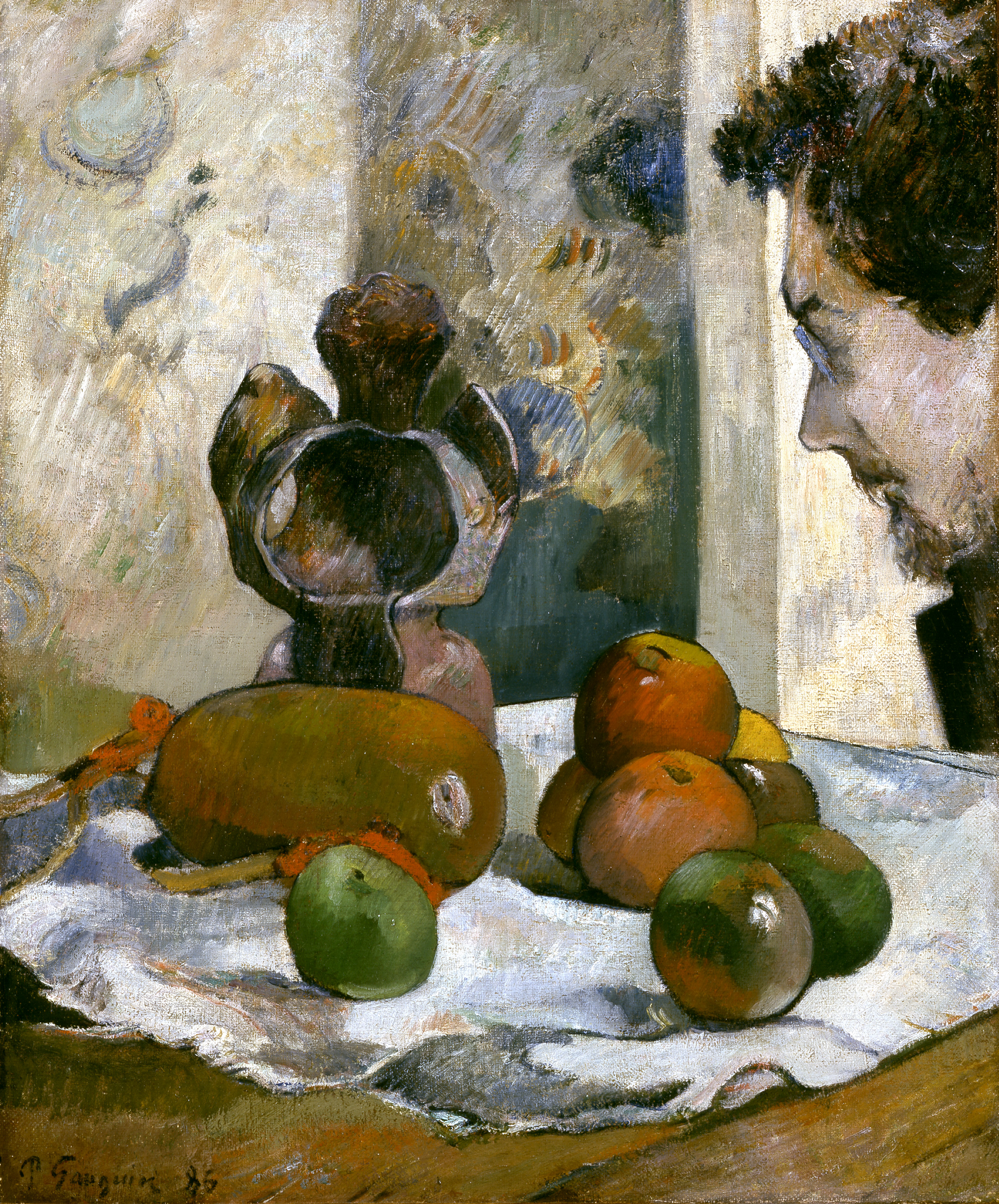
Поль Гоген «Натюрморт с профилем Лаваля» 1886 г. Холст, масло. 46 x 38 см. Художественный музей Индианаполиса, США

Как отмечают историки, именно тогда Лаваль вернул Гогену подаренный ему «Автопортрет» с дарственной надписью — «Другу Лавалю». По прошествии некоторого времени, Гоген передарил полотно своему новому другу, Эжену Карьеру, предварительно переписав дарственную надпись.
Шарль Лаваль скончался от туберкулёза 27 апреля 1894 года в возрасте 32 лет во время своего пребывания в Каире. Тело художника было перевезено во Францию и предано земле в Париже. Годом позже, там же в Каире умерла и его невеста Мадлен, заразившаяся от него.
Много лет спустя, когда Лаваль будет забыт, Бернар и Гоген, став непримиримыми врагами, будут оспаривать друг перед другом изобретение того революционного живописного новшества, скрывая роль Лаваля, который исподволь привносил свой поэтический талант синтетизму.
Странные и необычные изображения синтетистов восхитили и вдохновили будущих «Наби» (Пьер Боннар, Эдуар Вюйар, Морис Дени, Майоль, Поль Рансон и Сюзанна Валадон).